# Яункалснава
Я́ункалснава (латыш. Jaunkalsnava) — населённый пункт в Мадонском крае Латвии. Административный центр Калснавской волости. Находится на реке Весета (приток Айвиексте) у перекрёстка региональных автодорог P37 и P82. Расстояние до города Мадона составляет около 28 км. В селе расположена железнодорожная станция Яункалснава на линии Плявиняс — Гулбене. По данным на 2017 год, в населённом пункте проживало 730 человек.

## История
В советское время населённый пункт был центром Калснавского сельсовета Мадонского района. В селе располагалась лесоопытная станция «Калснава».
В Яункалснаве родился поэт Юрис Алунан (1832—1864).